# Фавзи, Мохаммед
 Мохаммед Фавзи (араб. محمد فوزي‎, англ.  Mohamed Fawzi; 1915 год, Королевство Египет — 16 февраля 2000, Каир, Арабская Республика Египет) — египетский политический и военный деятель, военный министр Египта в 1968 — 1971 годах. Смещён во время т. н. Майской исправительной революции.

## Биография

### Карьера военного. Две войны
Мохаммед Фавзи родился в 1915 году. В июле 1936 года он закончил Королевское военное училище в Каире и был направлен на службу в зенитные войска. В период Второй мировой войны служил в составе воинских частей, дислоцированных на средиземноморском побережье от Мерса-Матруха до Александрии. Первую арабо-израильскую войну в 1948 году Мохаммед Фавзи встретил на должности командира подразделения связи в Эль-Арише, а закончил начальником зенитной артиллерии Палестины. Командуя артиллерийской батареей, Фавзи получил ранение, когда его транспортёр подорвался на мине. Там же, на войне, он впервые встретился с Гамалем Абдель Насером. После окончания войны Фавзи служил преподавателем топографии в военном училище, а с 1951 года вместе с Гамалем Абдель Насером преподавал в Военной Академии в Гелиополисе.

### Карьера при Насере
После Июльской революции 1952 года Мохаммед Фавзи остался преподавать в Военной академии, и в 1957 году в чине бригадного генерала был назначен её директором. Вскоре он получил назначение командующим Объединёнными африканскими силами, оказывавшими поддержку освободительным движениям.
В конце 1962 года генерал Мохаммед Фавзи был назначен командующим египетским экспедиционным корпусом в Северном Йемене и руководил военным действиями против монархической оппозиции, поддерживаемой Саудовской Аравией. Именно в это время Фавзи пришлось работать вместе с членом Президентского совета ОАР Анваром Садатом, который был назначен политическим представителем президента Насера в Йеменской Арабской Республике.
В марте 1964 года Мохамед Фавзи стал Генеральным секретарём по военным делам  Лиги арабских государств и в 1966 году совместно с сирийским генерал-майором Хафезом Асадом разрабатывал планы совместного сирийско-египетского военного развёртывания.

### Военный министр
22 июня 1967 года в чине генерал-лейтенанта Фавзи был назначен командующим вооружёнными силами Египта после разгрома в Шестидневной войне — Насер поручил ему восстановление армии. В сентябре того же года, когда конфликт между Насером и маршалом Абдель Хакимом Амером достиг критической точки, именно Фавзи было поручено блокировать войсками резиденцию маршала. Вместе с новым начальником генштаба генералом А.Риядом Фавзи лично передал Амеру предложение явиться для допроса в военный трибунал, после чего тот, по официальной версии, принял яд. Этот эпизод послужил основой для обвинений Насера и Фавзи в убийстве Амера.
В 1968 году Насер назначил Фавзи военным министром, а в 1969 году тот стал и главнокомандующим Общеарабскими вооружёнными силами.
Фавзи не считал армию Израиля способной вести длительные боевые действия и стал главным проводником Войны на истощение, во время которой надеялся обескровить армию противника в стычках на берегах Суэцкого канала. В то же время под его руководством был разработан план «Гранит-1» по форсированию канала и восстановлению египетского суверенитета над Синайским полуостровом. План должен был быть реализован в августе 1970 года, но затем был отложен до июня 1971 года.
Мохаммед Фавзи очень болезненно воспринял смерть Насера, которого очень почитал, и был одним из тех, кто в тот день оказался у постели умирающего. Фавзи даже подал в отставку со всех постов, однако эта отставка не была принята.

### Фавзи и группа Али Сабри. Отставка и тюрьма.
Мохаммед Фавзи стал одной из ключевых фигур среди насеристской оппозиции новому президенту Анвару Садату и поддерживал в противовес ему вице-президента Али Сабри. Его обвиняли в подготовке военного переворота, по Каиру ходили слухи, что Фавзи и его сподвижники даже устроили спиритический сеанс, чтобы посоветоваться с духом Насера о наилучшем моменте для свержения Садата. Так или иначе, но в ходе т. н. «Майской исправительной революции» 13 мая 1971 года генерал Мохаммед Фавзи был снят со всех постов, арестован и отдан под суд. На судебном процессе в Гелиополисе он был приговорён к пожизненному тюремному заключению, которое Садат тут же заменил на 15 лет каторжных работ.

### Последние годы
В 1974 году Мохаммед Фавзи был амнистирован и выпущен на свободу. После освобождения около тридцати лет он писал книги, а также читал лекции по военной истории периода Насера. Он примкнул к Демократической насеристской партии Диа эд-Дина Дауда и даже вошёл в состав её политбюро.
В середине февраля 2000 года тяжело больной Мохаммед Фавзи был доставлен в госпиталь «Аль-Джалаа» в Маср аль-Джадиде, где он впал в кому.
 Мохаммед Фавзи скончался 16 февраля 2000 года в Каире. В откликах на его смерть, отмечалось, что он был одним из наиболее значимых египетских военачальников XX века.

## Семья
Мохамед Фавзи был женат, имел двух сыновей и четырёх дочерей.